# Автоморфная функция
Автомо́рфная фу́нкция — функция {\displaystyle f}, аналитическая в некоторой области {\displaystyle G\subset \mathbb {C} } и удовлетворяющая в этой области соотношению {\displaystyle f(g(z))=f(z)}, где {\displaystyle g} — элемент некоторой счётной подгруппы группы дробно-линейных преобразований комплексной плоскости.

## История
Класс автоморфных функций, обобщающий класс эллиптических функций, был введён и исследован французским математиком Анри Пуанкаре в работах 1880-х годов.
На протяжении XIX века практически все видные математики Европы участвовали в развитии теории эллиптических функций, оказавшихся чрезвычайно полезными при решении дифференциальных уравнений. Всё же эти функции не вполне оправдали возлагавшиеся на них надежды, и многие математики стали задумываться над тем, нельзя ли расширить класс эллиптических функций так, чтобы новые функции были применимы и для тех уравнений, где эллиптические функции бесполезны.
Пуанкаре впервые нашёл эту мысль в статье Лазаря Фукса, виднейшего в те годы специалиста по линейным дифференциальным уравнениям (1880). В течение нескольких лет Пуанкаре далеко развил идею Фукса, создав теорию нового класса функций, который он, с обычным для Пуанкаре равнодушием к вопросам приоритета, предложил назвать фуксовы функции (фр. les fonctions fuchsiennes) — хотя имел все основания дать этому классу своё имя. Дело закончилось тем, что Феликс Клейн предложил название «автоморфные функции», которое и закрепилось в науке. Пуанкаре вывел разложение этих функций в ряды, доказал теорему сложения. Эти открытия «можно по справедливости считать вершиной всего развития теории аналитических функций комплексного переменного в XIX веке».
При разработке теории автоморфных функций Пуанкаре обнаружил их связь с геометрией Лобачевского, что позволило ему изложить многие вопросы теории этих функций на геометрическом языке. Он опубликовал наглядную модель геометрии Лобачевского, с помощью которой иллюстрировал материал по теории функций.
После работ Пуанкаре эллиптические функции из приоритетного направления науки превратились в ограниченный частный случай более мощной общей теории. В XX веке результаты Пуанкаре были распространены на случай функций многих переменных (см., например, модулярные функции). Предприняты попытки ещё более обобщить класс автоморфных функций (автоморфные формы).

## Применение
Автоморфные функции находят широкое применение во многих областях точных наук. В частности:
- Они позволяют решить любое линейное дифференциальное уравнение с алгебраическими коэффициентами.
- Доказана возможность униформизации алгебраических кривых, то есть представления их через автоморфные функции. Это 22-я проблема Гильберта, решённая Пуанкаре в 1907 году.
- Методы данной теории эффективно применяются в алгебраической геометрии, теории алгебраических групп, теории многообразий и даже в теории чисел.